# إميليو أريتا
إميليو أريّتا (بالإسبانية: Emilio Arrieta) هو مؤدي وملحن إسباني، ولد في 21 أكتوبر 1823 في بنت لرينة (نبرة) في إسبانيا، وتوفي في 11 فبراير 1894 في مدريد في إسبانيا.

## وصلات خارجية
- إميليو أريتا على موقع IMDb (الإنجليزية)
- إميليو أريتا على موقع ميوزك برينز (الإنجليزية)
- إميليو أريتا على موقع ديسكوغز (الإنجليزية)